# Funktionsprototyp
Als Funktionsprototyp oder Funktionskopf bezeichnet man in verschiedenen Programmiersprachen (vor allem C und C++) die Deklaration einer Funktion – inklusive Angaben über Anzahl und Typ der Parameter und Typ des Rückgabewertes – getrennt von ihrer Implementierung (Definition). Man spricht auch ungenau von der Vorausdeklaration (englisch: forward declaration, oft falsch als „Vorwärtsdeklaration“ übersetzt) einer Funktion, diese muss aber nicht in jedem Fall einen vollwertigen Funktionsprototypen darstellen. Beispiel: int funktion(); wäre in C eine gültige Vorausdeklaration, aber kein Prototyp, da keinerlei Angaben über Funktionsparameter gemacht werden. Jede Definition einer Funktion liefert hingegen automatisch immer auch eine Prototypdeklaration für nachfolgenden Programmcode.

## Hintergrund
Mit Hilfe von Funktionsprototypen wird dem Compiler die Schnittstelle einer Funktion mitgeteilt, bevor diese verwendet wird. So kann der Compiler bei jedem Aufruf der Funktion überprüfen, ob die Funktionsparameter und der Rückgabewert konsistent verwendet werden. Die vollständige Implementierung einer Funktion kann so zu einem späteren Zeitpunkt oder in einem separaten Programmmodul erfolgen. Dieses Konzept ermöglicht auch den wechselseitigen Aufruf zweier oder mehrerer Funktionen (englisch: mutual recursion) sowie den Einsatz von Single-Pass-Compilern, die den Quelltext eines Programms in einem Durchgang übersetzen. Beim Entwurf von Pascal nutzte Niklaus Wirth solche bereits aus ALGOL bekannten Vorausdeklarationen, um beim damaligen Stand der Compilertechnologie die Implementierung eines Single-Pass-Compilers zu ermöglichen.

## Verwendung
Funktionsprototypen können genutzt werden, um lediglich die Schnittstelleninformationen zur Verfügung zu stellen und die interne Realisierung verborgen zu halten. In diesem Fall unterstützen Funktionsprototypen das sogenannte Geheimnisprinzip. Funktionsprototypen und zugehörige Implementierungen werden dann getrennt gehalten. Veröffentlicht werden lediglich die Dateien mit den Funktionsprototypen. In dieser Form wurden Funktionsprototypen etwa in der Sprache Modula-2 eingesetzt. In der Sprache Object Pascal kann man durch das Eintragen von Prototypen in einem öffentlichen und einem geschützten Teil steuern, ob externe Objekte auf Interna zugreifen dürfen oder nicht. Auch dies dient dem Geheimnisprinzip. Während im ersten Fall eine Möglichkeit zum Verbergen von Interna vorliegt, dient das Konzept im zweiten Fall eher der Unterbindung von Zugriffen auf Interna.
Während z. B. in C++ Funktionsprototypen verwendet werden müssen, ist dies in C nur in bestimmten Fällen zwingend vorgeschrieben:
- Funktionen der C-Standardbibliothek dürfen nicht ohne Prototypen verwendet werden.
- Für Funktionen, bei deren Aufruf die automatische Anpassung der Argumente (default argument promotion) zu den entsprechenden Parametern unpassende Datentypen liefern würde, sind Funktionsprototypen ebenfalls verpflichtend.

In diversen Richtlinien, beispielsweise MISRA-C, wird die Verwendung von Funktionsprototypen zur Konsistenzprüfung gefordert. In C99 wird die keinen Funktionsprototyp darstellende einfache Vorausdeklaration einer Funktion bereits als veraltet bezeichnet, was auf eine Entfernung dieser Variante in zukünftigen Versionen der Sprachnorm hinweist.

## Beispiel in C
```
// enthält unter anderem den Funktionsprototypen für printf():

#include
 
<stdio.h>

// Prototypdeklaration, die Parameterbezeichner sind optional:

double
 
summe
(
 
double
 
zahl1
,
 
double
 
zahl2
 
);

int
 
main
(
 
void
 
)

{

    
// Aufruf der Funktion; ohne Funktionsprototyp wären hier

    
// Argumenttyp (int) und Parametertyp (double) inkompatibel:

    
printf
(
 
"2+3=%g
\n
"
,
 
summe
(
 
2
,
 
3
 
)
 
);

    
return
 
0
;

}

// Definition der Funktion:

double
 
summe
(
 
double
 
zahl1
,
 
double
 
zahl2
 
)

{

    
return
 
zahl1
 
+
 
zahl2
;

}

```